# شوزو سايجو
شوزو سايجو (باليابانية: 西城正三) مواليد 28 يناير 1947 في سايتاما، اليابان، هو ملاكم محترف ياباني يصنف ضمن فئة وزن الريشة. حقق بطولة رابطة الملاكمة العالمية.

## إحصائيات
خاض خلال مسيرته 38 نزالا، فاز في 29 وتعادل في 2 وخسر في 7. فاز بالضربة القاضية في 8 نزالا.

## روابط خارجية
- شوزو سايجو على موقع بوكس ريك (الإنجليزية) (registration required)